# Ілісуйський султанат
Ілісуйський султанат (İlisu sultanlığı) — цахурська держава у південному Дагестані та північному Азербайджані, що утворилася 1562 році. Було ліквідовано й приєднано до Російської імперії у 1844 році.

## Історія
Передумовою виникнення Ілісуйського султанату було існування Цахурського ханства. У 1562 році хан Аді-Куркул-бек отримав від перського шаха Тахмаспа I фірман на титул султана. З цього моменту Аді-Куркул-бек стає Цахурським султаном (в подальшому з перенесенням столиці у м. Ілісу — змінено назву на Ілісуйський султанат). Цей титул він отримав за звитягу під час походів перської армії у 1540–1554 роках проти Левана I, царя Кахетії. У 1592 році Аді-Куркул-беку були подаровані селища Ках і Мешебаш, що розташовувалися по південну сторону Головного Кавказького хребта.
Водночас ілісуйські султани починають брати найактивнішу участь у боротьбі з зовнішніми ворогами Сефевідської держави і охороняти її північно-західні кордони.
У 1607 році Алі-султан переніс столицю з Цахура до Ілісу. Це пояснювалося вигідним географічним положенням, економічним і військово-стратегічним становищем останнього. Того ж року отримав фірман від османського султана на право займання трону. Натомість Алі-султан повинен був захищати землі османської імперії в Азербайджані проти Персії. Разом з тим Алі-султан непостійно мешкав в Ілісу, час від часу переїжджаючи до Цахура. Остаточно Ілісу стає столицею султанату за правління Мухаммад-султана.
У 1616 році Алі-султан Цахурський спільно з Юсуф-ханом Ширванським брав участь у поході перської армії Аббаса I Великого проти грузинського царства Кахетія. В подальшому султани Ілісу постійно виступали проти грузинських військ.
Згодом відносини з Персією погіршувалися. Це пов'язано з внутрішніми процесами у Сефевідській державі, які загострилися під час правління шаха Султан=-Гусейна, який намагався поширити шиїзм на Азербайджан та Дагестан. На цей період приходиться правління Алі-султана, за його час Ілісуйська держава досягла найбільшого піднесення.
У 1707 році Алі-султан II приєднався до повстання Джарського джааматства проти Персії. Втім це повстання було придушене. У 1711 році почалося нове повстання, а Алі-султан II оголосив себе незалежним володарем. Повсталі напали на перські війська, що стояли в Шекі, звідти попрямували на Кабалу, Акстафу, Шамшадділ, Загауа, Гянджабасар, Кюракбасар і Барду. У 1720 році загони Алі-султана, що налічували близько 8000 вояків, підступили до Гянджі, але біля містечка Сутѐкюлян зазнали поразки. Проте згодом зуміли відбити атаку на власні землі з боку Гасана-Алі, шемахінського хана. Водночас султанат зазнав атаки Давида III, царя Кахетії. Втім, Алі-султану вдалося відбити цю атаку.
Для зміцнення свого становища Алі-султан підтвердив союз з Джаро-Белоканським джамаатством, було укладено договір з Сурхаєм I, володарем Газікумухського ханства, також налагоджено дружні відносини з Гаджі-Давудом, вищою духовною особою Ширвана. У 1721 році їхні об'єднані сили підійшли до головного адміністративного центру перської влади в Північному Азербайджані — Шемахі, яку незабаром було захоплено. В цей момент Османська імперія спрямувала до Азербайджану свої сили. Не маючи достатньо військ, Алі-султан підкорився османам. Натомість у 1722 році його було призначено османським султаном Ахмедом III беглярбеком Шекінським і Цахурським зі званням двобунчужного паші.
У 1723 році Алі-султан втрутився в боротьбу за трон грузинського царства Картлі — між Вахтангом VI та Костянтином. Ілісуйський султан діяв у союзі з Тарковським шамхалом та Кайтазьким уцмієм. У травні того ж року союзники зайняли Тифліс (сучасний Тбілісі). На дяку за це тифлісці повинні були сплачувати данину султана Ілісу. У 1725 році до володінь ілісуйських султанів приєднується велике селище Ареш.
З посилення Персії за час правління Надир-Шаха спочатку султан Ілісу намагається йому протидіяти, але у 1738 році переходить на бік Персії. В результаті після відходу персів Алі-султана було позбавлено влади. Новий султан — Мухаммед-бек — продовжив боротьбу проти персів, яка тривала до 1747 року, смерті Надир-Шаха. З цього моменту Ілісуйський султанат знову здобуває незалежність. Втім його становище погіршилося внаслідок зруйнування країни перськими загарбниками. В цих обставинах була розпочата політика на встановлення дружніх або союзницьких відносин з усіма сусідніми державами.
Проте поліпшенню внутрішнього становища завадила боротьба за владу, що розпочалася у 1750-х роках, коли султани нерідко правили тільки декілька років, часто ставалися заколоти. Ця боротьба завершилася лише у 1806 році. В цей час розпочалася війна з Російською імперією. Остання у 1803 році під приводом захисту грузин вдерлася до Джаро-Белоканського джамаату, союзника Ілісуйського султанату. Незважаючи на спротив, джамаат і султанат зазнали поразки й обидва вимушені були визнати підданство росіян. Втім, незабаром відмовилися від цього договору. У 1804 році джарці разом з ілісуйцями завдали поразки російській армії. Після цього Алі-султан III вирішив перенести війни на землі супротивника — став активно нападати на залоги росіян у колишньому грузинському царстві Картлі.
Проте у 1805 році Алі-султана III було повалено з трону небожем Ахмад-ханом. Останній вирішив налагодити відносини з Російською імперією. У 1807 році укладається новий договір, за яким султанат визнає зверхність російського імператора, а Ахмад-хан отримує звання полковника. Під час війни Росії з Персією допомагав першій. Відзначився у битві 1812 року проти військ Аббас-Мірзи. Водночас всіляко підтримував внутрішню незалежність султанату. Згодом султанові доводилося маневрувати серед знаті та представників вільних громад, що були невдоволені проросійською діяльністю Ахмад-султана. Під час війни Росії з Персією у 1826–1828 роках його було повалено, але згодом відновлено на троні.
У 1830 році трон успадкував Муса-султан, але він володарював лише кілька місяців. Скориставшись з цього, царські урядовці взяли участь у визначені нового султана Ілісу. Зрештою було обрано Даніял-султана, якого намісник Кавказу граф Паскевич у 1831 році затвердив у його титулі. З 1832 році розпочалася боротьба за владу Даніял-султана з його братами. З цього скористалася російська влада для втручання у внутрішні справи султанату. Втім, Даніял-султан через деякий час зумів заслужити довіру росіян. Тому 1839 року отримав землі колишнього Рутульського бекства. Проте вже у 1840 році його становище погіршилося у зв'язку з реформуванням губерній в імперії: Ілісуйський султанат увійшов до Джаро-Белоканського повіту Грузино-Імеретинської губернії, а сам Даніял-султан став дільничим засідателем Ілісуйської дільниці зі збереженням титулу султана. З цього моменту султан вирішив боротися проти росіян. У 1841 році укладається союз з імамом Шамілем. Водночас намагався відновити свій статус, але марно. Тому 5 червня 1844 року Даніял-султан відкрито перейшов на бік імама. Але вже 21 червня росіяни з боєм зайняли Ілісу, завдавши нищівної поразки султану.
Султанат було ліквідовано того ж року, частина його території була включена до Закатальского округу, а друга — до складу Самурського округу. Втім, у 1847 році спалахнуло повстання в колишньому султанаті, але було придушене. Зрештою лише політикою переселення місцевого населення та заміною на більш лояльне Російський імперії вдалося тут затвердитися, починаючи з середини 1850-х років.

## Географія
Розташовувалося у гірській частині Дагестану — між північними схилами Головного Кавказького хребта і річкою Алазань. На півночі мало кордони з Кюрінським ханством, на півдні та сході — з Шекінським ханством, на заході — з Джаро-Белоканським джамаатством.

## Державне управління
Державою правив султан. Султани обиралися на джамаатах (народних зборах) неодмінно з числа членів султанської родини. Порядок виборів був встановлений адатом. Відповідно до нього вибраним міг бути один з членів роду правителя — бек і у виборі брав участь весь джамаат, який залишав при правителі своїх векілів (представників), зобов'язаних стежити за діями султана. У разі загального невдоволення джамаат за викликом векіля збирався, змінював правителя і обирав іншого. Після обрання султана джамаатом, він затверджувався в своєму званні Сефевідськими шахами, а часом і османськими султанами, коли останні затверджувалися на Південному Кавказі.
Право спадковості в Ілісуйськом султанаті переходило від старшого брата до меншого, а в разі відсутності брата до старшого сина, якщо його народжено від законної дружини рівного походження.
Титул султана, даний володарям Ілісу перськими шахами, займав в азербайджанській ієрархії середнє положення між титулами хана і бека.
В ієрархії Ілісуйського султанату за султаном йшли беки, що поділялися на 3 розряди. До першого належали представники панівної династії, до другої — представники знаті з інших родин, до третьої — особи, що отримували цей титул за службу султанові.
З духівництва в султанаті були представлені імами, сеїди, мулли.
Нижче за статусом перебували представники цафурських вільних громад.
Поширилося маафство. Маафами називали дрібних землевласників, що стояли в суспільній ієрархії нижче беків, і навіть деяких селян. Воно означало тримання землі, вільної від повинностей. Маафи були військовими слугами у військах султанів.
Селяни поділялися на дві категорії: особисто вільні, які сплачували лише державні податки та несли військову службу; залежні (райяти), що сплачували різні податки особисто феодалам (султану, бекам).
На останнього соціальному щаблі розташовувалися нукери (домашні слуги султанів та беків).

## Населення
Всього на території Ілісуйского султанства налічувалося 52 села. Селища, що входили до складу султанства, поділялися на три основні групи: Цахурську, Ілісуйську або Карадолакську і Сувагільську. Згідно з переписом 1831 року, налічувалося 2128 родин у 1388 дворах, перепис 1836 року зафіксував населення султанату в кількості 21 тис. осіб.
Етнічно султана складав з цахурів, мугалів (азербайджанців) та інгілойців (грузин).

## Економіка
Основними галузями були землеробство, садівництво та скотарство. Важливим економічним фактором була земля. Вона в залежних селищах султанату була поділена на кешкелі — з перської мови означає «вода для зрошення», «ячмінне поле», «ділянка зрошуваної землі». Розміри кешкелей встановлювалися в залежності від співвідношення між загальною площею орної землі і кількістю димів. Султанам особисто як землевласникам належало 5 аулів. Основну повинність кешкельніков — райятів становила земельна натуральна рента. Крім неї, в селищах султанату поширився поземельний податок (малджаат), що визначався кількістю врожаю. Серед спеціальних податків відомий особливий — даргалик, що становив кілька чанахів хліба з кожного диму.